# Staatliche Plankommission
Die Staatliche Plankommission (SPK) war ein zentrales staatliches Organ des Ministerrates der DDR für die gesamtstaatliche Planung und Entwicklung der Volkswirtschaft und für die Kontrolle der Durchführung der Planaufgaben. Sie war in der Zentralverwaltungswirtschaft der DDR zuständig für die Koordinierung, Ausarbeitung und Kontrolle der mittelfristigen Perspektivpläne (Fünfjahrplan) und der daraus abgeleiteten jährlichen Volkswirtschaftspläne.

## Organisation und Befugnisse
Die Staatliche Plankommission war 1950 aus dem Ministerium für Planung hervorgegangen. Nachgeordnet waren die Bezirksplankommissionen (BPK) beim jeweiligen Rat des Bezirkes und die Kreisplankommissionen beim jeweiligen Rat des Kreises bzw. der Stadt. Die volkseigenen Betriebe, Landwirtschaftlichen Produktionsgenossenschaften (LPG) u. a. hatten jeweils ihre Pläne vor der für sie zuständigen Plankommission zu verteidigen, diese wurden entweder ohne oder nur mit Auflagen genehmigt. Die Durchführung der geplanten Leistungen hatten die Betriebe mit einer Vielzahl von Plankennziffern regelmäßig zu dokumentieren. Die Kontrolle der Planerfüllung erfolgte auf allen Ebenen parallel durch die Parteiorgane der SED, die gegenüber den staatlichen Leitern weisungsberechtigt waren.
Der durch die Volkskammer beschlossene Jahresvolkswirtschaftsplan hatte Gesetzeskraft. Nachweisliche Verstöße gegen die Plandisziplin konnten für den Betrieb vor den Staatlichen Vertragsgerichten zu Sanktionen (Geldstrafen) und für die verantwortlichen Betriebsdirektoren zur umgehenden Abberufung bis hin zu Strafverfahren führen. Da fast alle Leiter zugleich auch Mitglieder der SED waren, war oft zusätzlich ein Parteiverfahren die Folge, das bis zum Ausschluss aus der Partei und dem Ende aller weiteren Karriereaussichten führen konnte.
Auf zwischenstaatlicher Ebene koordinierte die SPK die Pläne der DDR mit den Ländern des RGW, hierzu wurden Regierungsabkommen im Rahmen der sozialistischen ökonomischen Integration abgeschlossen.
Im „Staatsplan Wissenschaft und Technik“ wurden besonders wichtige „Staatsplanvorhaben“ (Erzeugnisse oder Leistungen) mit gesamtwirtschaftlicher Bedeutung festgelegt, zentral geplant durch das Ministerium für Wissenschaft und Technik. Hierfür gab es Zuweisungen von materiellen und finanziellen Mitteln mit hoher Priorität. Dies galt ebenso für militärische Vorhaben für die Landesverteidigung (höchste Priorität), verantwortet durch die drei Ministerien der militärischen Organe (Verteidigung, Inneres, Staatssicherheit).
Nach der Wende und friedlichen Revolution wurde im Januar 1990 die SPK kurzzeitig durch das Wirtschaftskomitee des Ministerrats ersetzt, ihr Leiter war Karl Grünheid. Rechtsnachfolger des Wirtschaftskomitees wurde von April bis Oktober 1990 das Ministerium für Wirtschaft.
Die SPK hatte ihren Sitz im ehemaligen Gebäude des Preußischen Landtages unter der Adresse Leipziger Straße 5–7 im Ost-Berliner Stadtbezirk Mitte.
Eine Abteilung des SPK erstellte den Zentralen Artikelkatalog der Volkswirtschaft der DDR.

## Personen

### Vorsitzende
Die Vorsitzenden der Staatlichen Plankommission hatten Ministerrang, waren Mitglieder des Ministerrates, Mitglieder des ZK der SED und meist auch Mitglieder bzw. Kandidaten des Politbüros des Zentralkomitees der SED.
- 1950–1952 Heinrich Rau (seit 1949 als Minister für Planung)
- 1952–1961 Bruno Leuschner
- 1961–1963 Karl Mewis
- 1963–1965† Erich Apel
- 1965–1989 Gerhard Schürer

### Stellvertretende Vorsitzende
Im Laufe der Jahre gab es zahlreiche stellvertretende Vorsitzende, die meist gleichzeitig Hauptabteilungsleiter der SPK waren, darunter:
- Friedrich Behrens
- Kurt Fichtner
- Bruno Lietz
- Kurt Gregor
- Wolfgang Greß (Staatssekretär)
- Karl Grünheid (1963–1968; 1990 Leiter der Wirtschaftskommission der Regierung Modrow)
- Heinz Klopfer (Staatssekretär)
- Hugo Meiser
- Kurt Opitz
- Harald Rost
- Fritz Selbmann
- Walter Halbritter
- Herbert Wolf
- Helmut Wunderlich